# Białowieżaskogen

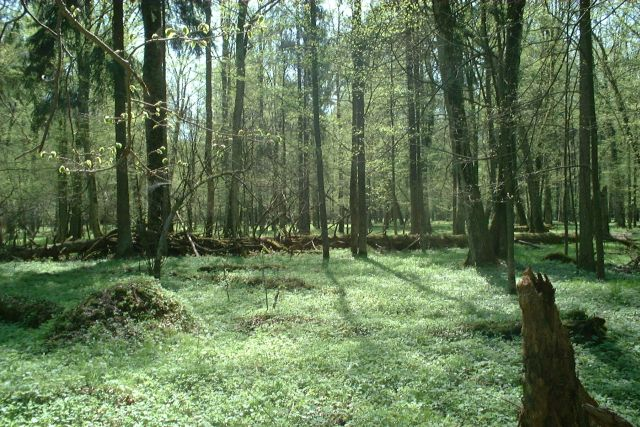
En liten bit av skogen på den polska sidan.

Białowieżaskogen (polska: Puszcza Białowieska, belarusiska: Белавежская пушча, Belavezjskaja pusjtja) är en urskog som är den enda återstående delen av det skogsområde som en gång täckte hela europeiska låglandet. Den är hem för ett av de största bestånden av visenter. 1976 nominerade UNESCOS biosfärprogram det polska biosfärområdet Białowieża och skogen är sedan 1979 utsedd till världsarv av UNESCO samt ingår i EU:s Natura 2000-område. Världsarvet utökades med det belarusiska biosfärområdet Belavezjskaja Pusjtja nationalpark 1992. 
Skogen sträcker sig över ett vidsträckt område på båda sidor av gränsen mellan Polen (Podlasiens vojvodskap) och Belarus (Brests och Hrodna voblast). Den ligger 70 kilometer norr om den belarusiska staden Brest och 62 kilometer sydöst om polska Białystok. Världsarvet Białowieża upptar en yta på 141 885 hektar (1418.85 km²).
Området har varit nationalpark i både Polen och Belarus sedan 1932. Dock är det endast 17% av skogen på den polska sidan som är skyddad som nationalpark. Eftersom gränsen mellan de två länderna löper genom skogen finns det en gränsövergång avsedd för vandrare och cyklister.

## Namn
Det belarusiska namnet på området är Biełaviežskaja pušča (Белавежская пушча). Både de belarusiska myndigheterna och UNESCO använder dock det ursprungliga ryska namnet Belovezhskaya pushcha (Беловежская пуща) som användes före Sovjetunionens upplösning.

## Historia

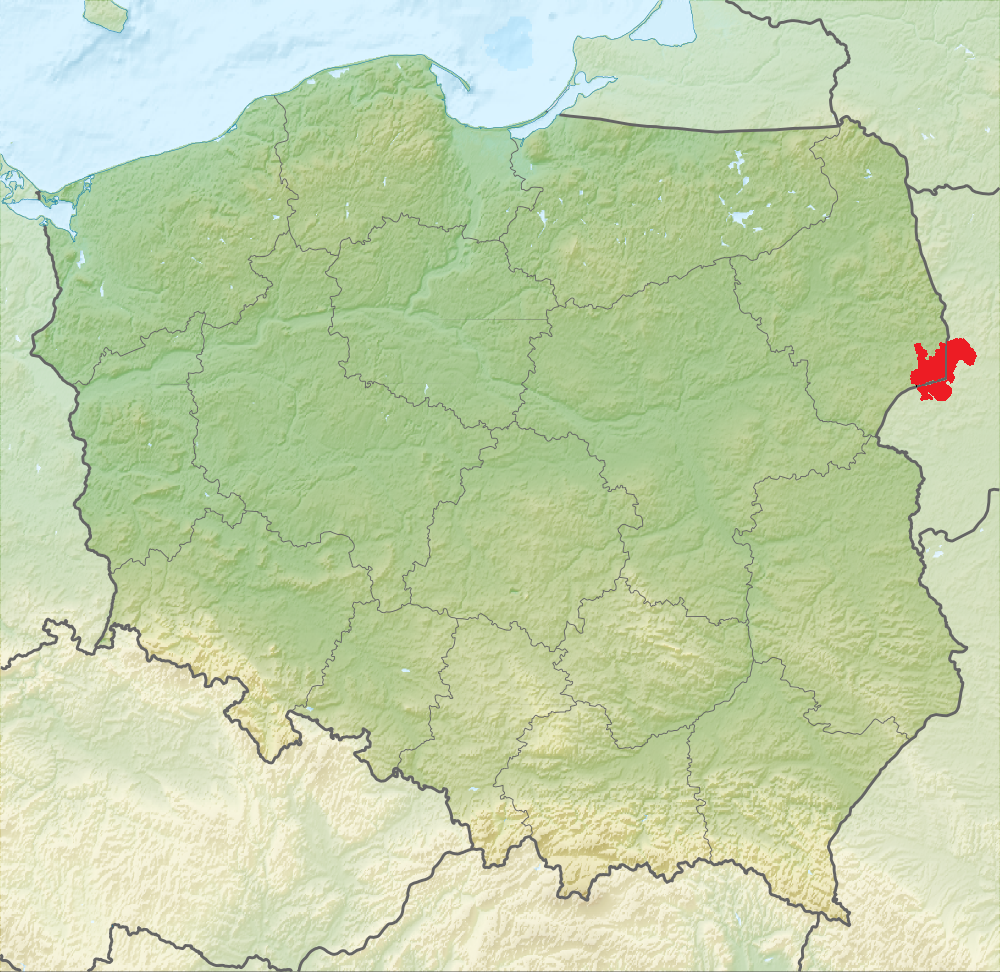
Området markerat i rött.

Hela nordöstra Europas landyta var tidigare täckt av skog liknande den i Białowieżaskogen. Före 1300-talet var det endast möjligt att ta sig genom området vattenvägen. På 1300-talet började jakträttigheter delas ut i begränsad omfattning. Under 1400-talet tillföll skogen kung Władysław II Jagiełło. Den första bevarade lagstiftningen om ett skyddande av skogen är daterad 1538, då Sigismund I skrev under en lag om dödsstraff för den som tjuvjagade en visent. Den nämnda kungen byggde också en jaktstuga i trä i byn Białowieża, vilket sedan blev namnet på hela området.
Białowieża betyder "det vita tornet" och Puszcza Białowieska kan översättas som "det vita tornets skog". Kamyenyetstornet på den belarusiska sidan är byggt i rött tegel, men kallas ändå det vita tornet (Belaya Vezha) och tros därför ha fått sitt namn från polskans pushcha.

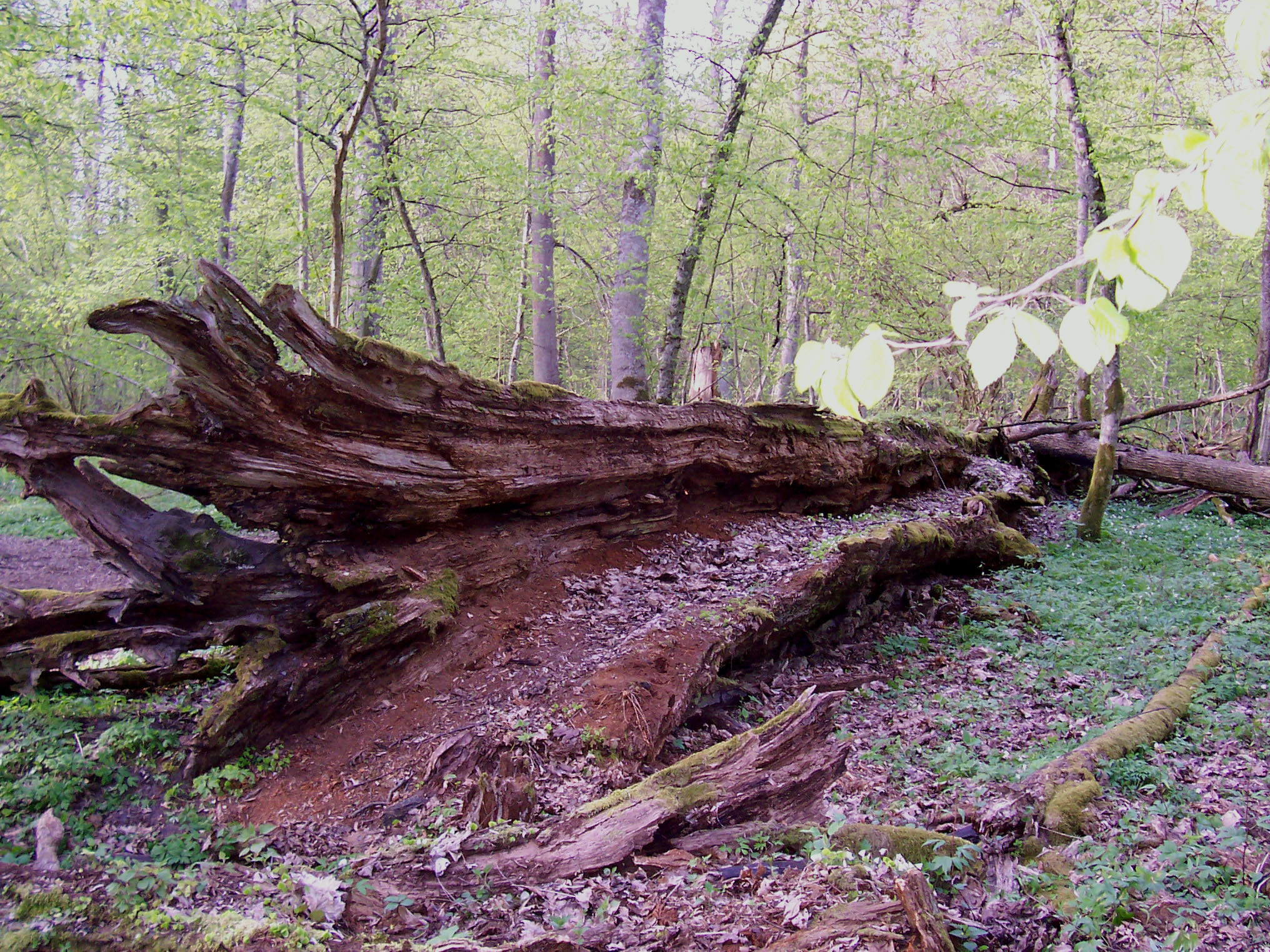
En 450 år gammal men död ek i urskogen i Białowieżas nationalpark

För att skydda visenten bildades ett jaktreservat 1541. År 1639 utfärdade kung Vladislaus IV ett dekret (Ordynacja Puszczy J.K. Mości leśnictwa Białowieskiego) som frigav samtliga bönder som bodde i skogen som tack för att de tjänstgjorde i skogen som osocznicy, kungliga skogvaktare. De slapp även betala skatt. Skogen delades in i tolv triangulära delar (straże) med Białowieża som centrum. Före Johan II Kasimirs styre var skogen i stort sett obebodd. Ett flertal små byar grundades under sent 1600-tal, där järnmalm och tjära utvanns. Människor från Mazovia och Podlaskie befolkade de nya byarna, som  i mångt och mycket finns kvar än idag.
Efter delandet av Polen gjorde tsar Paul I samtliga skogvaktare livegna och lämnade över dem till ryska aristokrater och generaler, tillsammans med den del av skogen som de levde i. Ett stort antal jägare tilläts gå in i skogen, eftersom skyddet upphävdes. Som följd av detta sjönk antalet visenter från drygt 500 till mindre än 200 på femton år.
År 1801 återinförde Alexander I reservatet och anställde en liten grupp bönder för att skydda djuren. På 1830-talet fanns därför 700 visenter i området. Men efter att 500 av 502 skogvaktare förlorade sina poster som följd av att de deltagit i novemberupproret 1830-1831, försvagades skogsskyddet.
Alexander II besökte skogen 1860 och bestämde att skyddet för visenten skulle återinföras. Lokalbefolkningen dödade på tsarens order samtliga predatorer: varg, björn och lodjur. Mellan 1888 och 1917 ägde de ryska tsarerna hela urskogen, som därmed blev kejserligt jaktreservat. Tsarerna skickade visenter som gåvor till flera europeiska städer för att samtidigt befolka skogen med rådjur, älg och andra djur som importerades från andra delar av det ryska imperiet. Tsarernas sista större jakt ägde rum 1912.

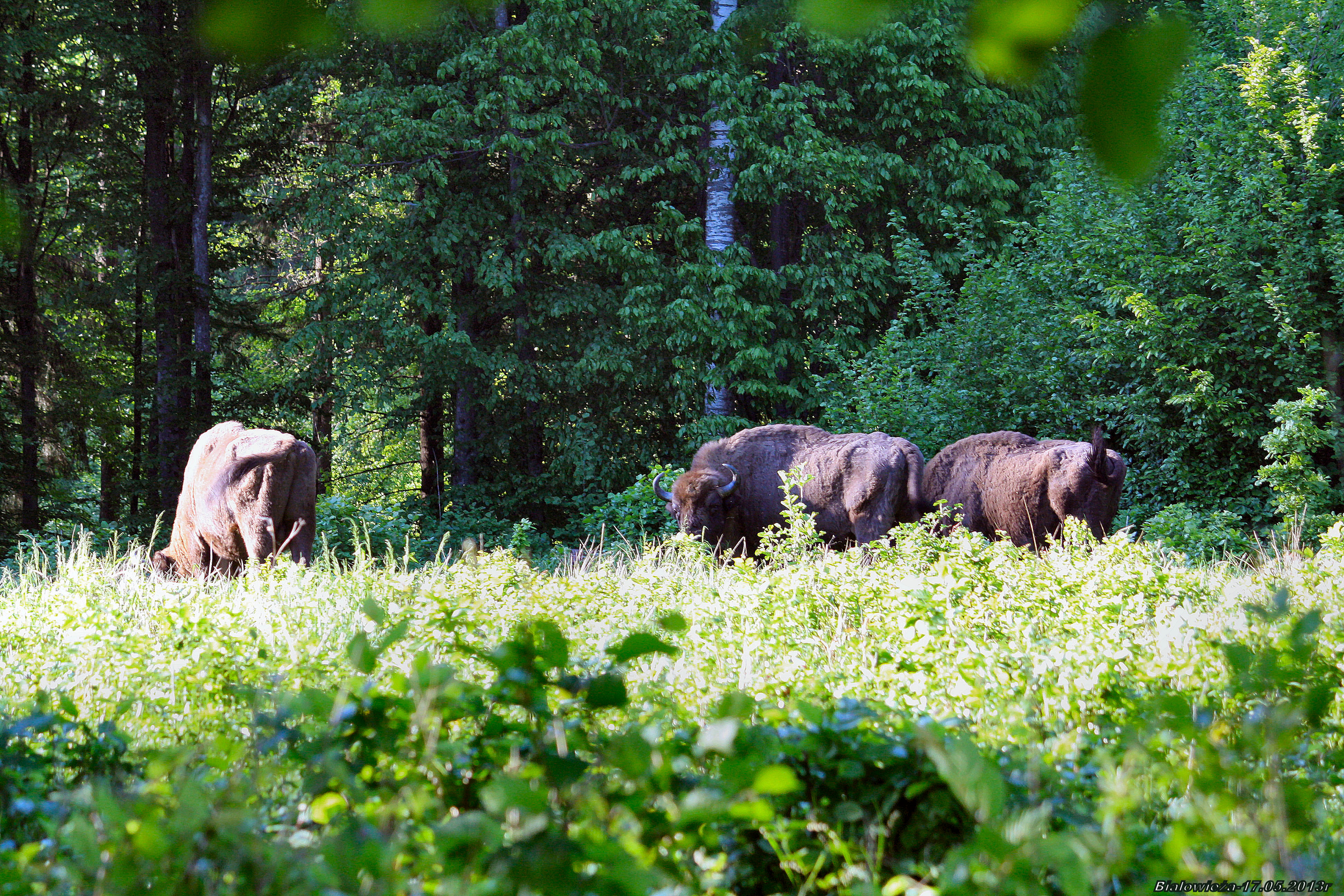
Visenter i Białowieżaskogen.

### Förstörelse under 1900-talets krig och restaurering
Under första världskriget förstördes delar av skogen allvarligt. Den tyska armén beslagtog området i augusti 1915 och började därefter jaga djuren. Under tre års tysk ockupation anlades 200 kilometer järnväg i skogen och tre stycken sågverk byggdes i Hajnówka, Białowieża och Gródek. Fram till den 25 september 1915 dödades minst 200 visenter och en order gavs om att förbjuda jakt i reservatet. Dock fortsatte tyska soldater slakten, tillsammans med tjuvjägare och ryska plundrare. Inte förrän i februari 1919 tog jakten slut, då området erövrades av den polska armén. Bara en månad tidigare hade den sista visenten dödats. Tusentals rådjur och brunbjörnar blev också skjutna.
Efter det polsk-sovjetiska kriget 1921 blev kärnan av skogen utsedd till nationalpark. År 1923 blev professor Józef Paczoski vetenskaplig huvudman för de skyddade områdena i Białowieżaskogen. Han studerade där skogens vegetation.
År 1923 blev det känt att endast 54 kvarvarande låglandsvisenter fanns kvar, vilka fanns i vilt- och djurparker i Europa. År 1929 importerade den polska staten fyra individer till ett nyuppfört visentreservat i Białowieża från andra djurparker samt från västra Kaukasus (där visenten skulle komma att utrotas bara inom några få år och var av en annan underart, Bison bonasus caucasus). Större delen av skogen blev nationalpark 1932.
Återinförande av visenten i Białowieża lyckades, och 1939 fanns 16 visenter i Białowieżas nationalpark. Två av dessa kom från Viltparken i Pszczyna utanför Pszczyna, bland annat den för aveln viktiga tjuren Plisch 1936. Dessa härstammade från en visenttjur och fyra visentkor från Białowieżaskogen som gavs till fursten av Pless (Pszczyna), Hans Heinrich XI von Hochberg (1833–1907), av Alexander II 1865. Dessa visenter hade efter isolerad avel ökat till 74 till första världskrigets slut.
Hösten 1939 ockuperades östra Polen i Polsk-sovjetiska kriget 1939. Polsk lokalbefolkning i Białowieżaskogen deporterades till avlägsna delar i Sovjetunionen och ersattes med sovjetiska skogsarbetare. År 1941 ockuperade tyskarna skogen och då fördrevs även ryssarna. Hermann Göring planerade att upprätta världens största jaktreservat på platsen. Från och med juli 1941 blev skogen ett tillhåll för polska och sovjetiska partisaner. De tyska nazisterna organiserade massavrättningar. Ett fåtal gravar finns bevarade i skogen efter dem som mördades av Gestapo. I juli 1944 återtogs området av Röda armén. När Wehrmacht-trupperna retirerade, förstördes den historiska jaktstugan i Białowieża.
Efter kriget delades skogen mellan Polen och Vitryska SSR. Den vitryska delen togs under statlig förvaltning, medan Polen öppnade Białowieżas nationalpark 1947.
Skogen har gett namn åt Belavezjaavtalet, vilket är benämningen på beslutet att avveckla Sovjetunionen. Avtalet skrevs på av Ukrainas, Rysslands och Vitrysslands ledare, som möttes på den vitryska sidan av reservatet.

## Avverkning
Delar av skogen drabbades 2012 av ett angrepp av granbarkborre, vilket ledde till att minst 180 000 träd avverkades. Dels för att minska spridningen av insekten men även i syfte att motverka skogsbränder, enligt polska myndigheter. Aktivister och forskare pekar dock på att träden, trots att de är angripna, utgör en viktig biotop för otaliga växter, svampar, fåglar och däggdjur. Miljöorganisationer som Greenpeace menar att avverkningen är ett svepskäl för att gynna den inhemska skogsnäringen. EU har hotat att dra Polen inför EU-domstolen då de menar att landet bryter mot unionens miljöskyddslagar.
I juni 2017 uttalade den polska miljöministern Jan Szyszko sig om världsarvet och sa då att det hade kommit till på ett "illegalt" sätt eftersom "ingen hänsyn hade tagits till lokalbefolkningen". Därför, menar han, bör området förlora sin skyddsstatus.
Sammanlagt har avverkning skett på 675 hektar, varav 229 hektar är skog med en stor andel gamla träd (minst 10 procent 100 år eller äldre). Den större delen av avverkningen skedde i zon 3 och 4 av världsarvet, 299 hektar respektive 361 hektar. Zon 3 är den mest värdefulla delen av Białowieżaskogen utanför det som är skyddat som naturreservat eller nationalpark. Det har inte avverkats någon skog i nationalparken och i princip inte heller i naturreservaten. Men även områden i anslutning till hyggena har påverkats. Minst 4073 hektar om man antar att effekten sträcker sig 100 meter in i skogen som ligger bredvid hyggena.

## Återinförande av visenter
Huvudartikel: Visentreservatet i Białowieża
Sedan 1929 har verksamhet pågått för att återinföra visenter i Białowieżaskogen. Först inrättades ett viltreservat i Białowieża, och 1952 släpptes de första visenterna ut i frihet i området. Idag finns över 500 djur, vilka lever fritt, men som stödmatas vintertid enligt en lång tradition från tidigare århundraden, då visenterna skyddades för kunglig och kejserlig jakt.